# Verkholúzie
Verkholúzie (en rus: Верхолузье) és un poble de la República de Komi, a Rússia, segons el cens del 2010 tenia 122 habitants.